# 5946 Hrozný
Az 5946 Hrozný (ideiglenes jelöléssel 1984 UC1) a Naprendszer kisbolygóövében található aszteroida. Antonín Mrkos fedezte fel 1984. október 28-án.